# Il rubacuori (film)
Il rubacuori  (Le bourreau des cœurs) è un film francese del 1983 diretto da Christian Gion.
È stato girato a Tahiti e Tetiaroa, nella Polinesia francese.

## Trama
Vittorio è un attore che sogna di diventare famoso. Un giorno vince un quiz televisivo sul cinema: grazie al suo bell'aspetto, diventa in breve tempo il centro dell'attenzione delle donne. Viene assunto da un produttore per diventare la controfigura di un film a Tahiti. Vittorio riesce a diventare il protagonista del film e trova l'amore tra le braccia dell'attrice protagonista. Alla première del film, il suo sogno di fama è diventato realtà.